# Morfina
Morfina (łac. Morphinum) – organiczny związek chemiczny z grupy alkaloidów. Wchodzi w skład opium i jest jego najistotniejszym składnikiem psychoaktywnym. Została wyodrębniona w roku 1804 przez Friedricha Sertürnera. W stanie czystym jest białą substancją stałą, o gorzkim smaku, słabo rozpuszczalną w wodzie.

## Występowanie
Głównym źródłem morfiny jest opium, czyli wysuszony sok maku lekarskiego. Roślina ta produkuje morfinę jako fitoaleksynę do obrony przed atakiem patogennych mikroorganizmów. Jest też syntetyzowana endogennie w minimalnych ilościach w organizmach wszystkich typów zwierząt.

## Zastosowanie
Ma działanie narkotyczne (odurzające), przeciwbólowe, przeciwkaszlowe,
przeciwbiegunkowe, działa depresyjnie na ośrodkowy układ nerwowy (zalicza się do depresantów). Nadmierne dawki mogą prowadzić do śpiączki z depresją ośrodka oddechowego (niewydolność oddechowa). Kilkunastokrotne użycie morfiny prowadzi do uzależnienia fizycznego, uzależnienie psychiczne występuje znacznie szybciej. Powtarzanie dawek morfiny, podobnie jak innych leków opioidowych, powoduje powstawanie tolerancji na lek.
W medycynie jest stosowana w postaci doustnej jako chlorowodorek lub siarczan morfiny oraz w iniekcji jako siarczan morfiny.
Preparaty z morfiną mogą być podawane doustnie, podskórnie, dożylnie, a także do przestrzeni podpajęczynówkowej oraz zewnątrzoponowo.
Ze względu na krótki okres półtrwania dawki morfiny należy często podawać w celu utrzymania działania przeciwbólowego. Opracowano tabletki o zmodyfikowanym uwalnianiu leku, które zapewniają działanie przeciwbólowe do 12 godzin. Mimo iż istnieje wiele nowszych, syntetycznych leków o działaniu przeciwbólowym opioidów lub farmakologicznie odmiennych, morfina nadal jest stosowana w leczeniu bólu.
Morfina była wykorzystywana na dużą skalę przez wojska walczące w II wojnie światowej.
Do jej pochodnych należą m.in.:
- kodeina – eter metylowy,
- tebaina – eter dimetylowy,
- heroina – pochodna diacetylowa,
- dionina – eter etylowy.

Nazwa morfiny wywodzi się od imienia greckiego boga marzeń sennych – Morfeusza, ze względu na jej dawniej wykorzystywane nasenne właściwości. W starożytności i średniowieczu pito wywar z maku w celach narkotycznych oraz nasennych, między innymi dawano go małym dzieciom, aby były spokojniejsze i więcej spały.

## Przeciwwskazania
Bezwzględne: ostra niewydolność oddechowa, alergia na lek, zatrucie środkami narkotycznymi i atropiną, podwyższone ciśnienie wewnątrzczaszkowe, okres karmienia piersią.
Względne: zabiegi na drogach żółciowych, przewlekłe serce płucne, nadczynność tarczycy, niewydolność wątroby i nerek.

### Interakcje
Wykazuje synergizm z innymi środkami tłumiącymi OUN (anestetyki wziewne i dożylne, opioidowe leki przeciwbólowe, leki uspokajające, nasenne, trójpierścieniowe leki przeciwdepresyjne, alkohol itd.), przez co ich łączne stosowanie może doprowadzić do spadku ciśnienia tętniczego, nadmiernego uspokojenia, śpiączki i bezdechu. β-adrenolityki i leki przeciwhistaminowe nasilają działanie depresyjne morfiny na OUN.
Metoklopramid przyspiesza wchłanianie morfiny i nasila jej działanie.
Morfina może nasilać działanie antyagregacyjne leków przeciwzakrzepowych.
Doustne środki antykoncepcyjne i ryfampicyna zwiększają klirens morfiny. Nie stwierdzono niekorzystnych interakcji z fluoksetyną.

## Działanie niepożądane
Przewlekłe nadużywanie morfiny może w ciągu długiego czasu, a nawet w ciągu lat, nie powodować poważniejszych następstw. Sprawność intelektualna może długi czas w ogóle nie wykazywać obniżenia. Otępienie pojawia się dopiero po wielu latach i tylko w najcięższych przypadkach. Natomiast na pierwszym planie występują zaburzenia charakterologiczne: osłabienie woli, rozleniwienie, zanik obowiązkowości i uczuciowości, spłycenie dążeń życiowych, zawężenie zainteresowań, które ześrodkowują się na pogoni za morfiną.
Może wystąpić bradykardia, spadek ciśnienia tętniczego, zwiększenie napięcia zwieracza Oddiego, wymioty, nudności, zaparcia, zaburzenie sprawności psychicznej, trudności w oddawaniu moczu, objawy psychotyczne, nadmierna senność. W razie podawania zewnątrzoponowego morfina może powodować świąd skóry, zatrzymanie moczu, nudności i depresję oddechową. Lek może powodować uzależnienie. Minimalna dawka śmiertelna wynosi 200 mg, ale w przypadku nadwrażliwości – 60 mg może spowodować nagłą śmierć. W przypadku uzależnienia od narkotyków, dawki 2–3 g/d są tolerowane.

## Preparaty handlowe
Lek jest dostępny w wersjach: roztworów do wstrzykiwań oraz w systemie o przedłużonym uwalnianiu.

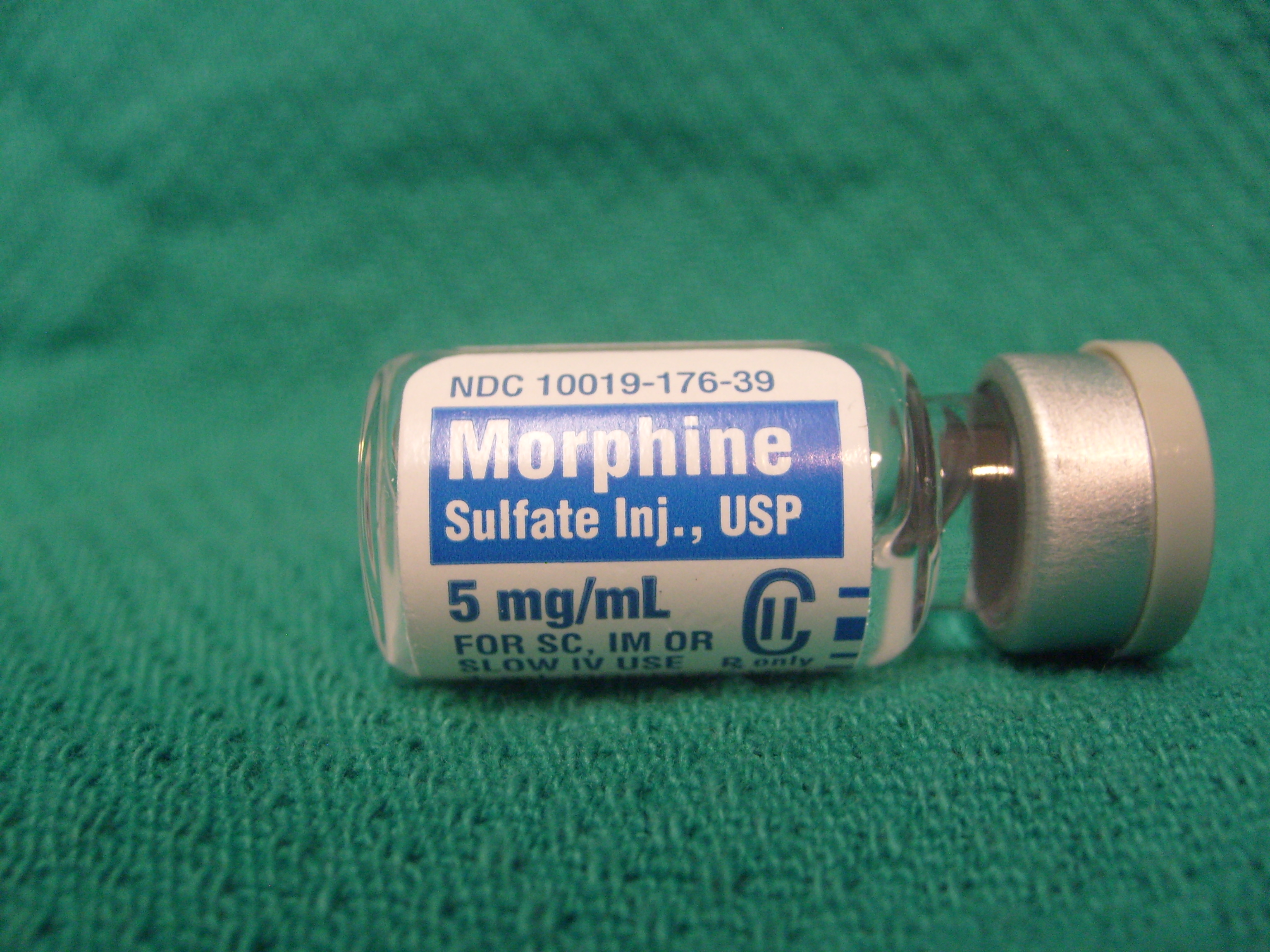
Morfina do iniekcji

- Doltard
- Kapanol (brak w obrocie w Polsce)
- M-Eslon
- Morphini Sulfas
- MST Continus
- MSI
- Morphinum hydrochloricum
- Morphinum
- Sevredol
- Skenan (brak w obrocie w Polsce)
- Vendal retard